# 예수시왕생칠재의찬요 목판
예수시왕생칠재의찬요 목판(豫修十王生七齋儀纂要 木板)은 대한민국 충청남도 서산시 개심사에 있는, 1577년(선조 10) 충청도 서산 가야산 보원사(普願寺)에서 개판한 조선시대의 목판이다. 2017년 12월 26일 대한민국의 보물 제1965호로 지정되었다.

## 개요
예수시왕생칠재의찬요 목판은 1577년(선조 10) 충청도 서산 가야산 보원사(普願寺)에서 개판한 것으로, 현재 개심사에 26판이 소장되어 있다.『예수시왕생칠재의찬요』는 살아있는 동안 공덕을 미리 닦아 사후에 극락왕생하고자 하는 의식인 예수재(豫修齋)에 대한 의식집이다. 개심사 소장 『예수시왕생칠재의찬요』 목판은 여러 가지 의식문을 합철하여 새긴 것으로, 본문 42장과 「예수천왕통의」, 「소청사자소」 등과 함께 총 26판에 55장이 전한다. 구성과 행자수가 동일한 안동 광흥사간본(1576년)과 비교해 보면 「예수문」 31장이 유실되었으며, 42장에 시주질을 비롯한 간행 기록이 새겨져 있다.
원래의 목재 형태를 목판으로 그대로 활용했기 때문에 모양과 크기가 다양하며, 임진왜란 이전에 간행된『예수시왕생칠재의찬요』목판 중 가장 오래되고 완전한 수량이 전해진다는 점에서 문화재적 가치가 크다.

## 참고 자료
- 예수시왕생칠재의찬요 목판 - 국가유산청 국가유산포털
- 이 문서에는 문화재청에서 공공누리 제1유형으로 배포된 자료를 바탕으로 한 내용이 포함되어 있습니다.